# Чон Чхіль Сон
Чон Чхіль Сон (кор. 전칠성; 7 липня 1961) — південнокорейський професійний боксер, призер Олімпійських ігор.

## Аматорська кар'єра
1983 року на Кубку світу переміг трьох суперників, у тому числі Еміла Чупренські (Болгарія), а у фіналі програв Рамону Гойре (Куба) і отримав срібну медаль.
На Олімпійських іграх 1984 завоював бронзову медаль.
- В 1/32 фіналу переміг Патріка Ваверу (Кенія) — 3-2
- 1/16 фіналу переміг Слободана Павловича (Югославія) — 4-1
- В 1/8 фіналу переміг Ренато Корнетта (Австралія) — 4-1
- У чвертьфіналі переміг Леопольдо Кантансіо (Філіппіни) — RSC-3
- У півфіналі програв Пернеллу Вітакеру (США) — 0-5

## Професіональна кар'єра
Після Олімпіади Чон Чхіль Сон перейшов до професійного боксу. Маючи рекорд 18-1, 13 червня 1992 року вийшов на бій за вакантний титул чемпіона світу за версією WBA у легкій вазі проти Джоуї Гамаша (США), але зазнав поразки технічним нокаутом у дев'ятому раунді. Після бою він пішов з боксу.